# Daniel Zellhuber
Daniel Olvera Zellhuber (Ciudad de México; 7 de julio de 1999) es un artista marcial mixto mexicano que compite en la división de peso ligero de Ultimate Fighting Championship (UFC).

## Carrera de artes marciales mixtas

### Carrera temprana
Su carrera como profesional en MMA se dio el 24 de septiembre de 2016 en el evento JFL 13 de la promoción Jasaji Fighting League. Zellhuber enfrentó y derrotó vía nocaut técnico a Sergio Vazquez. Desde entonces, compilaría un invicto de 11-0, incluyendo dos en LUX Fight League, antes de competir en el extranjero.

### Dana White's Contender Series
Zellhuber participaría en la quinta temporada del programa Dana White's Contender Series. El 28 de septiembre de 2021, se enfrentó al brasileño Lucas Almeida, ganando la pelea por decisión unánime. Por ende, obtuvo un contrato con la empresa UFC.

### Ultimate Fighting Championship
Zellhuber debutó en el UFC el 17 de septiembre de 2022, enfrentándose a Trey Ogden en el evento UFC Fight Night 210. Perdió la pelea por decisión unánime.
Zellhuber se enfrentó a Lando Vannata el 15 de abril de 2023 en UFC on ESPN 44. Ganó la pelea por decisión unánime.
Zellhuber se enfrentó a Christos Giagos el 16 de septiembre de 2023 en UFC Fight Night 227. Ganó la pelea por sumisión con un estrangulamiento de anaconda en el segundo asalto. Esta victoria le valió el premio a la Actuación de la Noche.
Zellhuber se enfrentó a Francisco Prado el 24 de febrero de 2024 en UFC Fight Night 237. Ganó la pelea por decisión unánime.  Esta victoria le valió el premio a la Pelea de la Noche.
Zellhuber se enfrentó a Esteban Ribovics el 14 de septiembre de 2024 en UFC 306. En una pelea que fue bastante reñida, fue derrotado por decisión dividida. El combate le valió a Zellhuber otro premio a Pelea de la Noche.
Zellhuber estaba programado para enfrentar a Elves Brener el 29 de marzo de 2025 en UFC on ESPN 64. Sin embargo, Brener se retiró de la pelea y fue reemplazado por Austin Hubbard. A su vez, Zellhuber fue retirado de la cartelera debido a una lesión.
Zellhuber se enfrentó a Michael Johnson el 19 de julio de 2025 en UFC 318. Perdió la pelea por decisión unánime.

## Campeonatos y logros
- Ultimate Fighting Championship
  - Actuación de la Noche (Una vez) vs. vs. Christos Giagos
  - Pelea de la Noche (Dos veces) vs. Francisco Prado y Esteban Ribovics[11]

## Récord en artes marciales mixtas
| Récord profesional | Récord profesional | Récord profesional |
| 18 peleas          | 15 victorias       | 2 derrotas         |
| ------------------ | ------------------ | ------------------ |
| Nocaut             | 7                  | 0                  |
| Sumisión           | 3                  | 0                  |
| Decisión           | 5                  | 3                  |

| Resultado | Récord | Oponente               | Método                    | Evento                                   | Fecha                    | Ronda | Tiempo | Localización            | Notas                                    |
| --------- | ------ | ---------------------- | ------------------------- | ---------------------------------------- | ------------------------ | ----- | ------ | ----------------------- | ---------------------------------------- |
| Derrota   | 15–3   | Michael Johnson        | Decisión (unánime)        | UFC 318                                  | 19 de julio de 2025      | 3     | 5:00   | Nueva Orleans, Luisiana |                                          |
| Derrota   | 15–2   | Esteban Ribovics       | Decisión (dividida)       | UFC 306                                  | 14 de septiembre de 2024 | 3     | 5:00   | Las Vegas, Nevada       | Pelea de la Noche. Pelea del año (2024). |
| Victoria  | 15–1   | Francisco Prado        | Decisión (unánime)        | UFC Fight Night: Moreno vs. Royval 2     | 24 de febrero de 2024    | 3     | 5:00   | Ciudad de México        | Pelea de la Noche.                       |
| Victoria  | 14–1   | Christos Giagos        | Sumisión (anaconda choke) | UFC Fight Night: Grasso vs. Shevchenko 2 | 16 de septiembre de 2023 | 2     | 3:26   | Las Vegas, Nevada       | Actuación de la Noche.                   |
| Victoria  | 13–1   | Lando Vannata          | Decisión (unánime)        | UFC on ESPN: Holloway vs. Allen          | 15 de abril de 2023      | 3     | 5:00   | Kansas City, Misuri     |                                          |
| Derrota   | 12–1   | Trey Ogden             | Decisión (unánime)        | UFC Fight Night: Sandhagen vs. Song      | 17 de septiembre de 2022 | 3     | 5:00   | Las Vegas, Nevada       |                                          |
| Victoria  | 12–0   | Lucas Almeida          | Decisión (unánime)        | Dana White's Contender Series            | 28 de septiembre de 2021 | 3     | 5:00   | Las Vegas, Nevada       |                                          |
| Victoria  | 11–0   | Martin Gonzalez        | TKO (golpes)              | LUX 013                                  | 7 de mayo de 2021        | 1     | 1:12   | Monterrey               |                                          |
| Victoria  | 10–0   | Alexander Barahona     | TKO (codos y golpes)      | iFF 4                                    | 11 de diciembre de 2020  | 1     | 2:17   | San Carlos              |                                          |
| Victoria  | 9–0    | Miguel Arizmendi       | Sumisión (calf slicer)    | LUX 010                                  | 18 de septiembre de 2020 | 1     | 4:45   | México                  |                                          |
| Victoria  | 8–0    | Gian Franco Cortez     | TKO (golpes)              | Combate Americas 38                      | 31 de mayo de 2019       | 3     | 1:32   | Lima                    |                                          |
| Victoria  | 7–0    | Salvador Izar          | TKO (rodilla y golpes)    | Combate Monterrey                        | 17 de noviembre de 2018  | 2     | 1:32   | Monterrey               |                                          |
| Victoria  | 6–0    | Luis Medrano           | Decisión (unánime)        | Combate Estrellas 2                      | 20 de abril de 2018      | 3     | 5:00   | Monterrey               |                                          |
| Victoria  | 5–0    | Brandon Vega           | Sumisión (triangle choke) | JFL - Fight Night 3                      | 28 de octubre de 2017    | 1     | 2:45   | Tlalnepantla de Baz     |                                          |
| Victoria  | 4–0    | Jonathan Fuentes       | TKO (golpes)              | Lutador MMA 2                            | 28 de julio de 2017      | 2     | 2:10   | Tlalnepantla de Baz     |                                          |
| Victoria  | 3–0    | Irving Antonio Uriarte | TKO (golpes)              | JFL                                      | 27 de mayo de 2017       | 1     | 3:00   | Tlalnepantla de Baz     |                                          |
| Victoria  | 2–0    | Ivan Plascencia        | Decisión (unánime)        | JFL 15                                   | 18 de marzo de 2017      | 3     | 5:00   | Tlalnepantla de Baz     |                                          |
| Victoria  | 1–0    | Sergio Vazquez         | TKO (golpes)              | JFL 13                                   | 24 de septiembre de 2016 | 2     | 1:00   | Tlalnepantla de Baz     | Debut en peso ligero.                    |